# Lauting (Schiff, 1907)
SMS Lauting war ein Schlepper und Minenleger, der von 1907 bis 1914 auf der Ostasienstation der Kaiserlichen Marine in Tsingtau als Tender und in der Anfangsphase des Ersten Weltkriegs als Minenleger fungierte. Das Schiff wurde während der Belagerung der deutschen Kolonie Kiautschou selbstversenkt, danach von der japanischen Marine gehoben, repariert und wieder in Dienst gestellt. Es diente unter verschiedenen Namen als Bergungsschlepper, dann als privat betriebene Personenfähre und zuletzt als Marinetransporter, bis es am 30. Mai 1945 vor Fukuoka auf eine Mine lief und sank.

## Bau und technische Daten
Das für den deutschen Marinestützpunkt in Tsingtau vorgesehene, aus Stahl gebaute Schiff lief am 10. November 1906 mit der Baunummer 449 bei den Howaldtswerken in Kiel vom Stapel. Es war 43,4 m lang und 8,7 m breit und verdrängte 582 Tonnen. Es hatte eine Dreifach-Expansions-Dampfmaschine, die 450 PS leistete und eine Geschwindigkeit von bis zu 10,2 Knoten ermöglichte. Die Fahrstrecke betrug 3.200 Seemeilen bei einer Geschwindigkeit von 7 Knoten. Das Schiff war unbewaffnet, war aber mit den Vorrichtungen zur Aufnahme und zum Auslegen von 120 Minen ausgerüstet.
Nach seiner Fertigstellung und dem Abschluss der Probefahrten im Januar und Februar 1907 wurde das Schiff zerlegt, nach Tsingtau befördert und dort wieder zusammengebaut. Benannt war es nach dem (innerhalb der deutschen Kolonie gelegenen) höchsten Gipfel des Lao-Shan-Gebirges, dem 1132,7 m hohen Lauting, östlich von Tsingtau.

## Geschichte

### Kaiserliche Marine
Bis zum Ausbruch des Ersten Weltkriegs hatte die Lauting eine Laufbahn ohne bemerkenswerte Vorkommnisse. Sie war nicht dem Marinestützpunkt, sondern dem Ostasiengeschwader als Tender zugeteilt worden und beförderte Material und Personal zu und zwischen den auf der Station liegenden Schiffen.
Noch bevor Japan am 13. August 1914 auf Seiten der Entente in den Krieg eingetreten war und am 15. August dem deutschen Gouverneur von Kiautschou ein bis zum 23. August befristetes Ultimatum zur bedingungslosen Kapitulation spätestens am 15. September übersandt hatte, lief die Lauting unter ihrem Kommandanten Herbert Kux mehrmals zum Legen von Minensperren vor Tsingtau aus. Die erste Sperre wurde am 6. August gelegt.:S. 192 Am frühen Abend des 22. August, als sie bei der kleinen Insel Tai-Kung-Tau südöstlich von Tsingtau Minen legte, wurde sie von dem Torpedoboot S 90 gesichert, das dabei von dem britischen Zerstörer Kennet angegriffen wurde.:S. 193 S 90 lief daraufhin mit hoher Fahrt in Richtung Tai-Kung-Tau, warnte die Lauting, erwiderte erfolgreich das Feuer der Kennet und steuerte in flacheres Wasser zwischen der Insel und dem Festland. Die Kennet brach die Verfolgung ab, da sie von der Küstenbatterie des Forts Hui-tschien-Huk unter Feuer genommen wurde und ein Auflaufen auf die gefährlichen Riffe bei der Insel nicht riskieren wollte.
Am 23. August legte die Lauting eine weitere Sperre, diesmal stärker gesichert von S 90, dem Kanonenboot Jaguar und dem alten österreich-ungarischen Geschützten Kreuzer Kaiserin Elisabeth, dessen Hauptbewaffnung nach dem Ausbau seiner beiden 24-cm-Geschütze allerdings nur noch aus sechs 15-cm-Kanonen bestand. Das Unternehmen blieb unbehelligt, aber auf dem Rückmarsch explodierte eine Mine hinter der Lauting, die das Schiff soweit beschädigte, dass es zwei Tage zur Reparatur ins Schwimmdock musste. Da am 27. August eine starke japanische Flotte unter Vizeadmiral Katō Sadakichi und das britische Linienschiff Triumph zur Blockade von Tsingtau erschienen, waren weitere Minenlegeunternehmen nicht mehr möglich. Das Boot wurde am 28. September 1914 – ebenso wie die bereits vorher abgerüsteten und außer Dienst gestellten Kanonenboote Cormoran, Iltis, Luchs und das Torpedoboot Taku – im Innenhafen von Tsingtau versenkt.:S. 194

### Japan
Nach der Kapitulation der deutschen Truppen in Tsingtau am 7. November 1914 und der Besetzung des Gebiets durch Japan wurde das Schiff gehoben, repariert und von der japanischen Marine unter dem Namen Shirogame als Bergungsschlepper in Dienst gestellt. Von 1931 bis 1938 war das Schiff in Privatbesitz und wurde unter den Namen Sanogawa Maru (1931–1935) bzw. Sanogawa Maru Nr. 2 (1935–1938) als Personenfähre genutzt. Dann nahm die japanische Marine es erneut in Besitz, nannte es um in Hakuun Maru und setzte es als Transporter ein. Am 30. Mai 1945 lief es auf eine von US-amerikanischen B-29-Bombern des XX Bomber Command, 20th Air Force, in die Hakata-Bucht vor Fukuoka auf der japanischen Insel Kyūshū abgeworfene Mine und sank.